# Çınardüzü, Düzce
Çınardüzü là một xã thuộc thành phố Düzce, tỉnh Düzce, Thổ Nhĩ Kỳ. Dân số thời điểm năm 2010 là 559 người.